# Zahnpasta

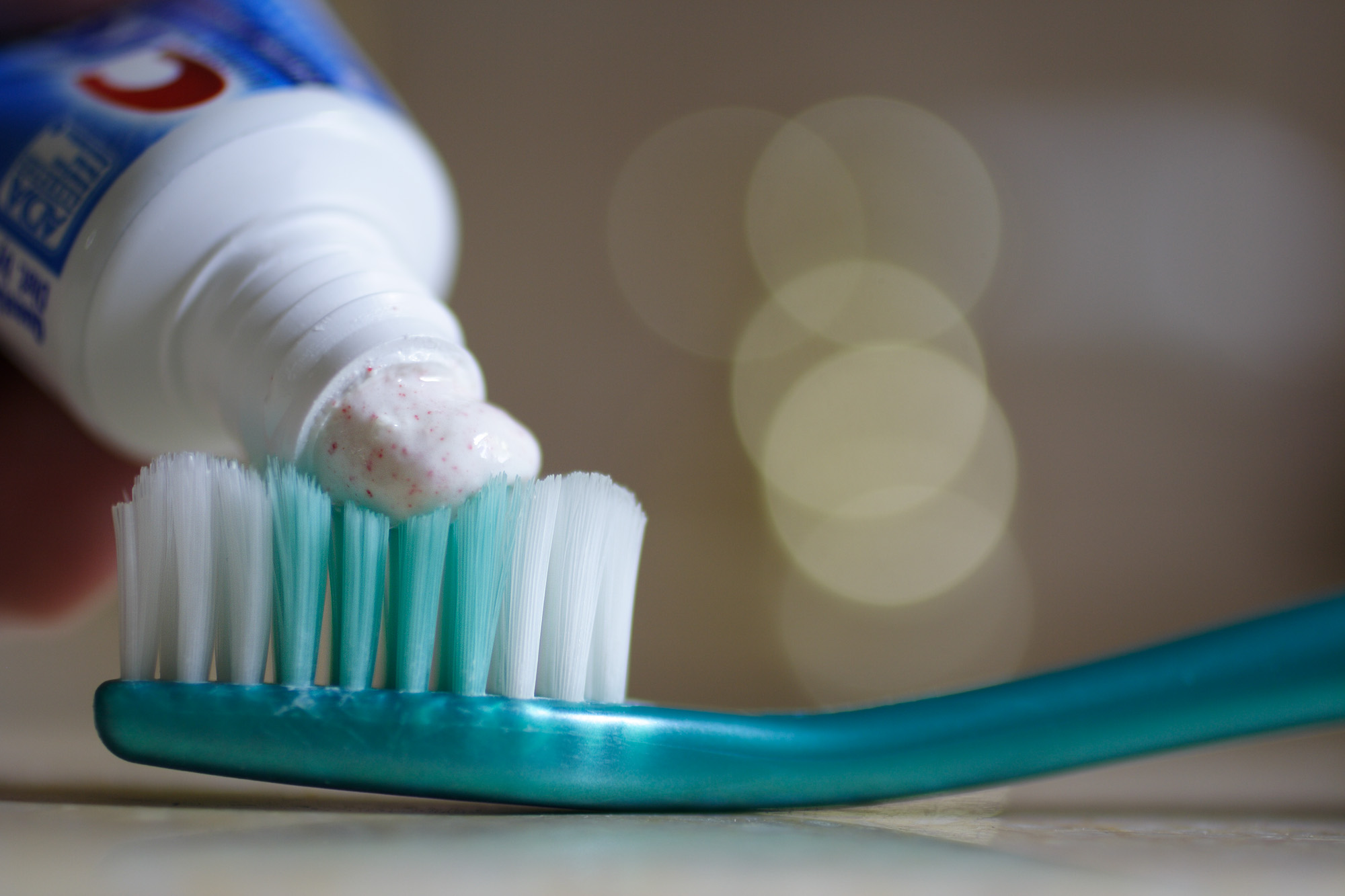
Zahnpasta aus einer Tube wird auf eine Zahnbürste aufgetragen

Zahnpasta (auch Zahnpaste, Zahncreme oder Zahncrème) ist ein pastöses oder gelartiges Pflegemittel zum Auftragen auf eine Zahnbürste, mit dem die Wirkung der Zahnreinigung erhöht wird. Zahnpasta enthält Wirkstoffe zur zahnmedizinischen Prophylaxe von vor allem Karies (Fluoride) und Parodontitis.
Weitere Bestandteile sind Putzkörper, Schaumbildner, Netz- und Feuchthaltemittel, Geschmacks- und Aromastoffe, Konservierungsmittel sowie Farb- und Zusatzstoffe.

## Wortherkunft
Die Bezeichnung Pasta stammt aus der lateinischen Bezeichnung für eine halbfeste Arzneizubereitung zur äußeren Anwendung.

## Geschichte

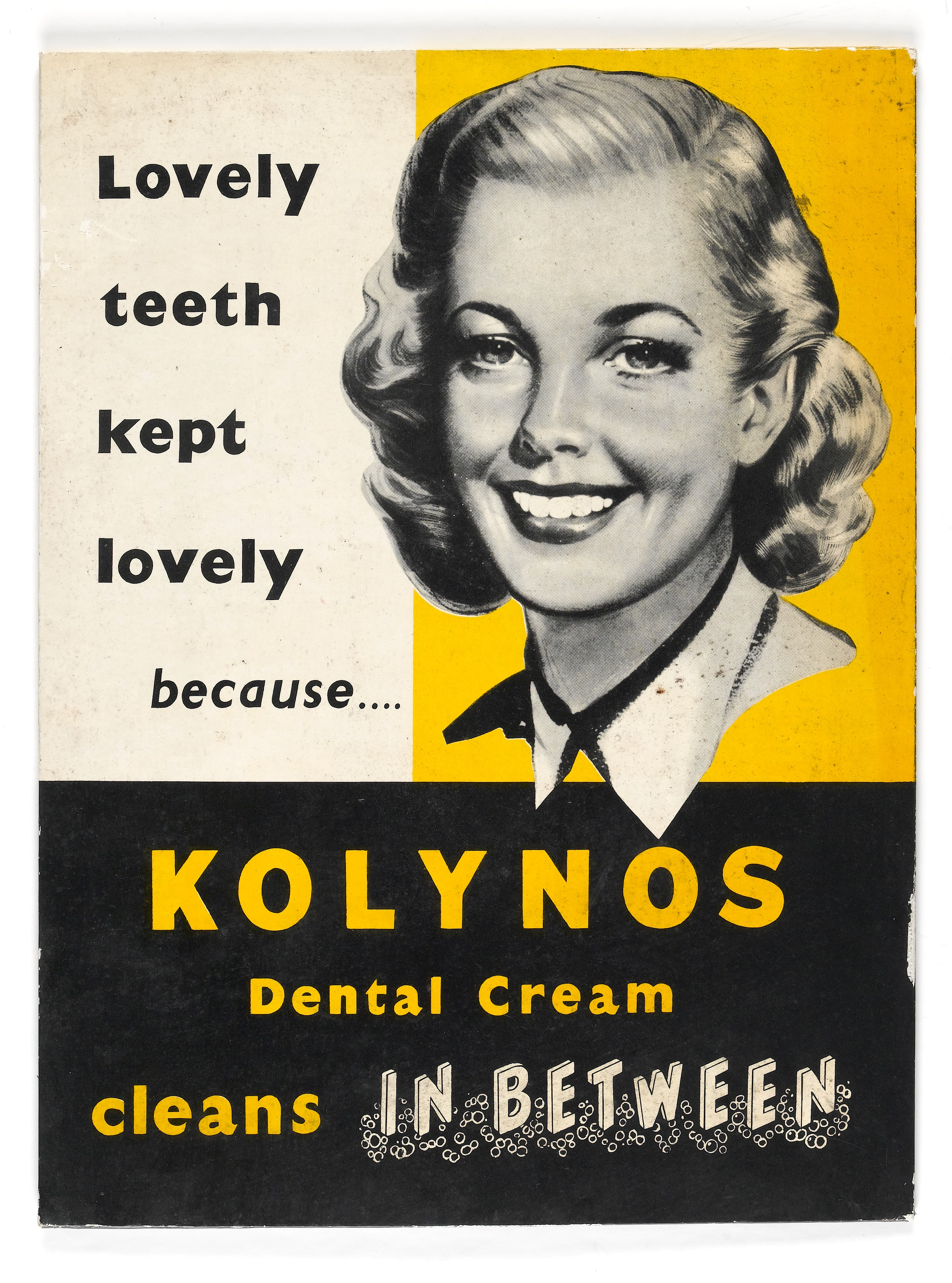
Werbeplakat für die Kolynos Zahnpasta aus den 1940er Jahren

Vorläufer der Zahnpasta waren Zahnpulver zum Abreiben des Zahnbelages mit feinen Putzkörpern. Durch archäologische Zahnbefunde und schriftliche Quellen sind sie für viele Kulturen nachweisbar. Die Römer benutzten den Begriff Dentifricium („Mittel zum Abreiben der Zähne“), Plinius d. Ä. gibt auch Inhaltsstoffe an: pulverisierte und zu Asche verbrannte Knochen, Horn oder Muschelschalen, Bimsmehl, Natron, mit Myrrhe versetzt. Celsus empfiehlt zerriebenes Salz. Sogenanntes Zahnsalz wird auch heute noch als Zahnreinigungsmittel verwendet. Um 1490 verwendete man in Deutschland ein Pulver, das auf einen feuchten Leinenstreifen gestreut wurde, um gegen gelbe Zähne vorzugehen.
Zahnpulver des 19. Jahrhunderts enthielten als Putzkörper zum Beispiel Marmorpulver, Bims- oder Ziegelmehl, Magnesiumcarbonat, pulverisierte Eier-, Sepia- oder Austernschalen, Holzkohlenpulver und Ähnliches. Diese Pulver wurden schon in Fabriken oder vom Apotheker gemischt und in Papiertüten oder Dosen verkauft. Zum Gebrauch steckte man einen nassen Finger, ein Holzstäbchen oder ein Schwämmchen in das Pulver und beförderte so die benötigte Menge in den Mund. Mit dem Finger oder einer geeigneten Bürste wurden dann die Zähne „mechanisch von dem anhängenden Schleim“ befreit.
Ab 1824 wurde auch Seifenpulver zugesetzt, welches aber durch Luftfeuchtigkeit leicht verklumpte. Deshalb war das Putzkörper-Seifegemisch als „Zahnseife“ meistens ein Klotz, auf dem die nasse Zahnbürste so lange hin- und hergeschrubbt wurde, bis sich Schaum bildete. Alternativ gab es dünnflüssige Zahnseife in Flaschen, in denen sich aber die Putzkörper unten absetzten.
Die Zahnputzmixturen enthielten notwendigerweise Geschmacksverbesserer, zum Beispiel Pfefferminzöl oder Menthol, Honig, Zucker, Veilchenöl. Schmerzstillende, antimikrobielle und entzündungshemmende Zusätze wurden ebenfalls zugesetzt, wie etwa Salbei, Kalmusöl, Nelkenöl, Kokain, Salicylsäure. Die meisten Zahnputzmittel des 19. Jahrhunderts waren zudem mit Karmin rosa bis dunkelrot eingefärbt, um dem Schönheitsideal folgend eine kräftige Farbe von Zahnfleisch und Lippen zu erzeugen.
Im Jahr 1850 erfand Washington W. Sheffield im Alter von 23 die weltweit erste Zahnpasta durch die Zugabe von Glycerin, die in einem kleinen Labor in New London (USA) 170 Broad Street hergestellt wurde. Zahnpasta wurde überwiegend in Blech- oder Keramikdosen angeboten, trocknete darin aber leicht aus. Auch der Vertrieb in Stannioltüten war unbefriedigend, da die zur Entnahme abzuschneidende Ecke schnell durch Eintrocknen unbenutzbar wurde. Sein Sohn, Lucius Tracy Sheffield, beobachtete während seines Studiums in Paris die Verwendung von zusammendrückbaren Metalltuben für Farben und Lacke. Daraus entwickelte er 1876 die Idee, die Zahnpasta seines Vaters in solche Tuben einzufüllen.
Ab 1887 verkaufte Carl Sarg in Wien mit großem Werbeaufwand seine Kalodont-Zahncreme in verschließbaren Tuben, wie sie aus dem Künstlerbedarf bekannt waren und konnte so seine Marke innerhalb weniger Jahre als internationales Massenprodukt etablieren. Ab 1892, demnach fünf Jahre später, wurde erst Dr. Sheffield’s Creme Dentifrice produziert und vertrieben. 1896 stieg die Firma Colgate ins Zahnpastatuben-Geschäft ein und baute auf dem Produkt ein Imperium auf.
Um 1890 hatte Willoughby D. Miller die damals noch umstrittene Theorie aufgestellt, wonach Bakterien der Mundflora Kohlenhydrate zu Säuren abbauen und Karies verursachen. Zusammen mit ihm entwickelte Newell Sill Jenkins deshalb eine Zahnpasta namens Kolynos, die erstmals Desinfizienzien enthielt. Der Name stammt aus dem Griechischen Kolyo Nosos (κωλύω νόσος, „Krankheitsprävention“). Jenkins übertrug nach 17-jähriger Entwicklungsarbeit und klinischen Studien die Herstellung und den Vertrieb an seinen Sohn Leonard A. Jenkins, der am 13. April 1908 die ersten Zahnpastatuben auf den Markt brachte. 1937 wurde Kolynos bereits in 22 Ländern produziert und in 88 Ländern verkauft. Heutzutage ist Kolynos noch vor allem im südamerikanischen Raum und in Ungarn verbreitet. Colgate-Palmolive übernahm das Produkt von American Home Products im Jahr 1995 zum Preis von einer Milliarde US-Dollar.
Für den deutschen Markt entwickelte der Dresdner Apotheker Ottomar von Mayenburg 1907 die Marke Chlorodont in wiederverschließbaren Metalltuben. Er wurde damit zum führenden Anbieter in Europa.
Zahnpulver verlor seit den 1920er Jahren zunehmend seine Bedeutung. Es ist zwar nach wie vor erhältlich, aber hat nur noch in Asien nennenswerte Marktanteile.
Schon im 19. Jahrhundert wurde in Europa die Schutzwirkung von fluoridierten Produkten postuliert und so gab es schon um 1900 Versuche, Zahncreme durch Fluoridzusatz mit einer Kariesprophylaxe auszustatten. Eines der ersten Präparate in Deutschland war „Tanagra“, hergestellt von der Fa. Fr. Töllner in Bremen. Erst als nach dem Zweiten Weltkrieg die amerikanischen Fluoridforschungen in Europa bekannt wurden, eroberten fluoridierte Zahnpasten allmählich den Markt, darunter „Biox Fluor“ der Firma Knoll, die erste Zahncreme mit Aminfluorid. Procter & Gamble brachte mit „Crest“ Mitte der 1950er Jahre die erste Zahncreme mit Zinnfluorid („Fluoristan“) in den Handel.
In Trockenform werden Zahnputztabletten als Hygieneprodukt für Mund und Zähne entwickelt, deren Inhaltsstoffe große Ähnlichkeit zur Zahnpasta aufweisen.

## Inhaltsstoffe

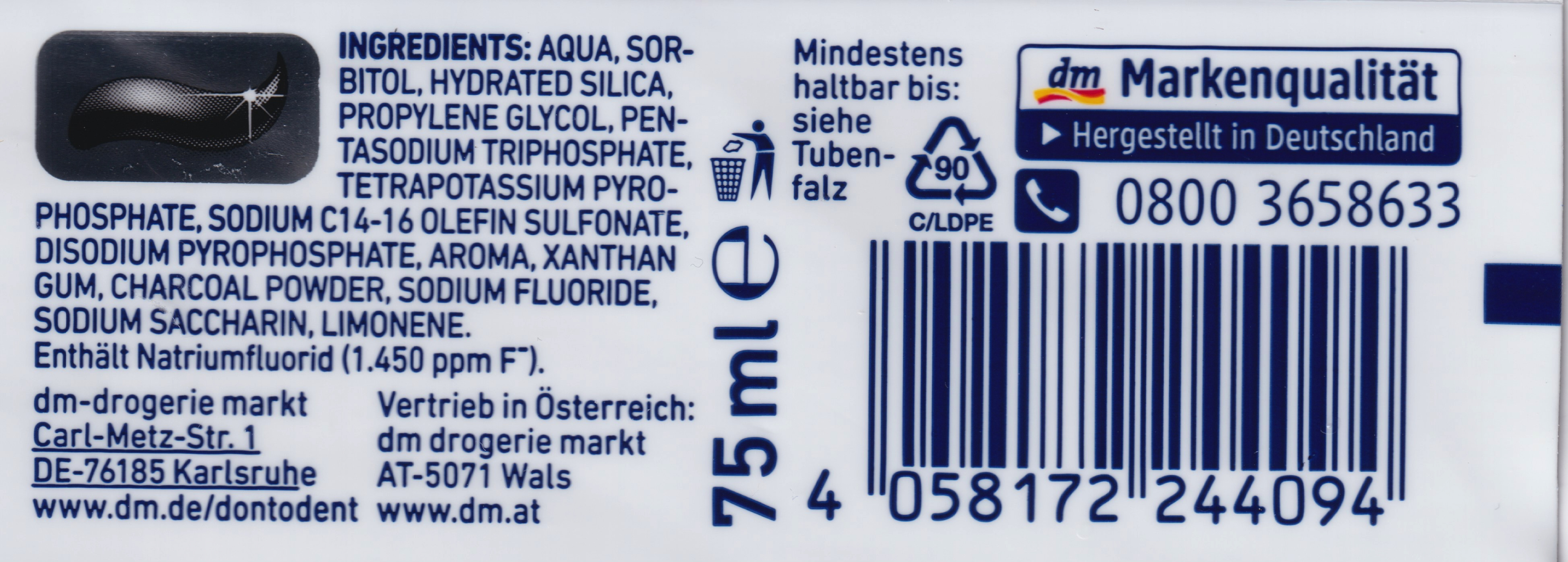
INCI-konforme Deklaration der Inhaltsstoffe einer Zahnpasta

Putzkörper (zum Beispiel Silikatverbindungen, Schlämmkreide oder auch Marmorpulver) entfernen zusammen mit der Zahnbürste Plaque und schädliche Bakterien von der Zahnoberfläche. Sie sind vorrangig für die positive Wirkung der Zahnpasta verantwortlich. Alle anderen Zusätze sind Hilfsmittel oder unterstützen verschiedene Funktionen wie beispielsweise Kariesprophylaxe, Parodontoseverhinderung, erfrischende Wirkung oder Aufhellung der Zähne.
Schaumbildner (beispielsweise Natriumlaurylsulfat) unterstützen die gleichmäßige Verteilung der Zahncreme während des Putzvorgangs. Zudem lockern sie Essensreste und Zahnbeläge auf, wodurch die Reinigungswirkung besonders an solchen Stellen verbessert wird, die mit der Zahnbürste schwer zu erreichen sind. Die abgelöste Plaque wird durch anwesende Netzmittel gebunden und kann so am Ende des Putzvorgangs leichter ausgespült werden.
Sorbitol ist ein Feuchthaltemittel und wird in vielen Zahnpasten verwendet, um diese vor dem Austrocknen zu bewahren. Zudem sorgt Sorbitol – in Kombination mit einer Vielzahl möglicher Geschmacks- und Aromastoffe – für den frischen Geschmack.
Als aufhellender Farbstoff findet in vielen Zahncremes das weiße Pigment Titandioxid (INCI-Code: CI 77891) Verwendung.
Zu den Inhaltsstoffen zählen auch geringe Anteile von Fluoriden. Fluorid wird als wichtigster Inhaltsstoff bezeichnet. Der regelmäßige Gebrauch fluoridhaltiger Zahncremes härtet den Zahnschmelz und gilt als einer der wichtigsten Gründe für den Rückgang der Karies bei Kindern und Jugendlichen (siehe auch Fluoridierung). Bei der Verwendung fluoridierter Zahnpasta werden am Tag von Erwachsenen etwa 0,1 mg Fluorid, von Kindern 0,2 mg verschluckt. Es wurde berechnet, dass Erwachsene 2–3 Zahnpastatuben (mit je etwa 38 mg Fluoriden) gänzlich verzehren müssten, damit es zu Vergiftungserscheinungen kommt, und ab 30 verzehrten Zahnpastatuben an einem Tag kann es zum Tod kommen. Da Fluoride aber innerhalb von etwa 10 Stunden wieder ausgeschieden werden, sind akute Vergiftungen bei normalem Gebrauch ausgeschlossen. Bei einer dauerhaft zu hohen Zufuhr von Fluoriden kann es zu einer Zahn- oder Skelettfluorose kommen, aber auch dafür müssen langfristig täglich 6–8 mg Fluoride aufgenommen werden. Hingegen gilt eine tägliche Aufnahme von 0,05 mg Fluorid pro Kilogramm Körpergewicht als optimaler Kompromiss für die Kariesprophylaxe.
Triclosan ist ein antibakterieller Wirkstoff, der Zahnfleischentzündungen reduziert und deren Neuentstehung verhindern hilft. Bei der Verwendung in Mundpflegemitteln gilt Triclosan aus toxikologischer Sicht als sicher. Wegen der breiten Verwendung als Desinfektionsmittel und der damit verbundenen Gesamtexposition besteht allerdings die Befürchtung einer Resistenzausbreitung. Daher empfiehlt das Bundesinstitut für Risikobewertung (BfR), den Einsatz von Triclosan auf das notwendige Maß einzuschränken.
Pyrophosphat ist eine energiereiche Phosphorverbindung, die der Mineralisation der Plaque nachhaltig entgegenwirkt und damit die Bildung von Zahnstein verhindern oder zumindest verlangsamen (Parodontalprophylaxe) hilft. Zinksalze wirken wie das Triclosan bakterizid und dadurch der Bildung von Zahnstein entgegen.
Vor der einfachen Anwendung von Zahnpasten mit besonderer Indikation (zum Beispiel bei empfindlichen Zahnhälsen, Farbablagerungen) sollte zahnärztlicher Rat eingeholt werden. Freiliegende Zahnhälse mit winzigen Dentinkanälen sind häufig die Ursache für erhöhte Empfindlichkeit gegenüber Wärme, Kälte, Süßem oder Saurem. Kaliumverbindungen, Aminfluorid und Arginin sollen diese feinen Kanäle verschließen und einen Schutzfilm ausbilden können.
Stark abrasive Pasten werden zur Entfernung von Farbablagerungen eingesetzt, können aber freiliegenden Wurzelzement und den Zahnschmelz abreiben. Die Abrasionsfähigkeit wird als RDA/REA-Wert (Radioactive Dentin/Enamel Abrasion) angegeben. Je höher dieser Wert ist, desto stärker ist die Abrasionsfähigkeit.
Manche der Zahnpasten zugesetzten Stoffe können vereinzelt zu allergischen Reaktionen führen. Als Verursacher kommen hierfür Geschmacks- und Aromastoffe (beispielsweise Menthol, Zimtöl, Pfefferminzöl) in Frage, außerdem Konservierungsmittel (zum Beispiel Hydroxybenzoesäureester, Parabene). Es gibt spezielle Zahnpasten für Allergiker. So gut wie keine Allergien sind gegen das amphotere Tensid Cocamidopropylbetain (oft in Kinderzahncremes enthalten) und andere Zusätze wie Allantoin bekannt. Bei einer bekannten Allergie gegen Korbblütler sollte von Zahnpasta mit Zusätzen aus dieser Pflanzenfamilie (wie beispielsweise Kamille) abgesehen werden. Eine neuartige Entwicklung ist die Verwendung von Milchsäurebakterien als Hauptbestandteil von Zahnpasta, Lactobacillus paracasei gegen Karieserreger. Diese sind in der Lage, Kariesbakterien gezielt zu erkennen und zu entfernen.

### Wirkstoffe
Zur Prophylaxe vor Zahnkaries und zur Remineralisierung des Zahnschmelzes:
- Aminfluoride (u. a. Dectaflur, Olaflur)
- Natriumfluorid
- Natriummonofluorophosphat
- Xylit (Nutzen größtenteils unklar)[20][21]
- Zinnfluorid

Bei einem Test der Stiftung Warentest (Stand: Januar 2019) wurden durchweg Zahnpasten, die kein Fluorid enthalten, mit „mangelhaft“ bewertet. Im Oktober 2021 wurden fluoridhaltige Zahnpasten von der WHO in die Liste der unentbehrlichen Arzneimittel aufgenommen.
Gegen Plaque und Gingivitis:
- Chlorhexidin
- Triclosan
- Kunststoff-Mikroplastik[24]

Gegen Zahnempfindlichkeit oft in sogenannten Sensitiv-Zahncremes enthalten:
- Kaliumnitrat gegen Reizweiterleitungen zum Zahnnerv
- Strontiumcarbonat (bspw. auch Strontiumacetat) zum Verschließen der Kanälchen auf der Dentinoberfläche und damit zur Schmerzlinderung – auch durch Aminfluorid möglich
- Zinkcarbonat-Hydroxylapatit (aussagekräftige Studien, die eine Wirksamkeit belegen, fehlen)[25][26][27]

## Herstellung

### Streifen
Die farbigen Streifen, die in manchen Zahnpasten vorkommen, dienen ausschließlich der optischen Abhebung. Sie haben keinen Effekt auf die Reinigung der Zähne.
Gestreifte Zahnpasta entsteht auf verschiedene Art und Weise:

#### Oberflächenstreifen

Die Streifen erzeugende farbige Masse befindet sich hier ohne Abtrennung im vorderen Teil der Tube und erzeugt die Streifen durch Druck auf die Tube, wobei die Mischung in der Düse am Ausgang stattfindet

Diese Streifen entstehen im Ausgang, wie bei der Marke Signal. Die Öffnung der Tube ist durch ein Röhrchen etwa zwei Zentimeter weit ins Innere der Tube hinein verlängert. An dessen Fuß, also zum vorderen Ende der Tube hin, befinden sich mehrere kleine Öffnungen. Im vorderen Teil der Tube lagert die farbige Masse zur Erzeugung der Streifen. Der Rest der Tube ist mit weißer Zahnpasta gefüllt. Beim Drücken auf die Tube presst sich die weiße Zahncreme durch das Röhrchen. Da der Druck sich gleichmäßig in der Tube verteilt, wird die farbige Creme ebenfalls durch die Öffnungen am Röhrchenende als Streifen in die weiße Zahncreme gedrückt.
Ein weiteres Verfahren zur Erzeugung von Oberflächenstreifen, vornehmlich weißer Zahnpasta, sind kleinste, im Tubenausgang angebrachte Stücke von fester Lebensmittelfarbe. Beim Herausdrücken werden die Streifen so auf den austretenden Pastastrang aufgemalt.

#### Tiefenstreifen
Die Zahncreme wird bereits mit Streifen abgefüllt. Öffnet man eine Zahnpastatube, so ist keine mechanische Vorrichtung an der Tubenöffnung zu erkennen. Es fällt auf, dass in der gesamten Tube bereits weiße sowie farbige Zahncreme verteilt sind. Hierzu wird die Tube mittels einer speziellen Fülldüse gefüllt.

## Spezielle Zahncremes

### Zahncremes mit Gold
Als antimikrobieller Bestandteil bietet Gold keinen Vorteil gegenüber anderen antimikrobiellen Stoffen. Zinknitrat ist als herkömmlicher antimikrobieller Bestandteil von Zahnpasta effektiver als Gold. Auch für die von manchen Herstellern behauptete „regenerative Wirkung bei Anfälligkeit gegenüber Karies und Parodontitis“ fehlt der wissenschaftliche Nachweis.

### Radioaktive Zahncremes
Doramad war eine Zahncreme mit radioaktivem Wirkstoff. Sie wurde nach dem Atombombenabwurf auf Hiroshima 1945 vom Markt genommen.

### Zahncremes mit auf Kohle basierenden Stoffen
Es sind Aktivkohlehaltige-Zahnpasten erhältlich, die mit diversen gesundheitlichen Vorteilen beworben werden. So soll die enthaltene Kohle beispielsweise antibakterielle und antiinflammatorische Eigenschaften entfalten, „natürlich“ zahnaufhellend wirken, vor Karies schützen, zur oralen „Entgiftung“ beitragen oder Parodontalerkrankungen vorbeugen. Es gibt jedoch hierfür keine wissenschaftliche Nachweise, die Marketingversprechen sind irreführend bzw. werden als „modisches, marketingorientiertes Gimmick“ angesehen. Die in solchen Zahnpasten enthaltenen Inhaltsstoffe sättigen bereits die Aktivkohle, wodurch ein Mehrwert nicht gegeben sei. Für die teilweise enthaltenen Inhaltsstoffe wie Bentonit-Ton oder polyzyklische aromatische Kohlenwasserstoffe fehlen Daten zur Sicherheit, sie sind möglicherweise bedenklich.
Da Fluoride durch die Aktivkohle absorbiert werden, werden diese häufig gar nicht der Zahnpasta zugegeben. Dadurch liegt eine erhöhte Gefahr der Kariesbildung im Vergleich zu fluoridenthaltenden traditionellen Zahnpasten vor.

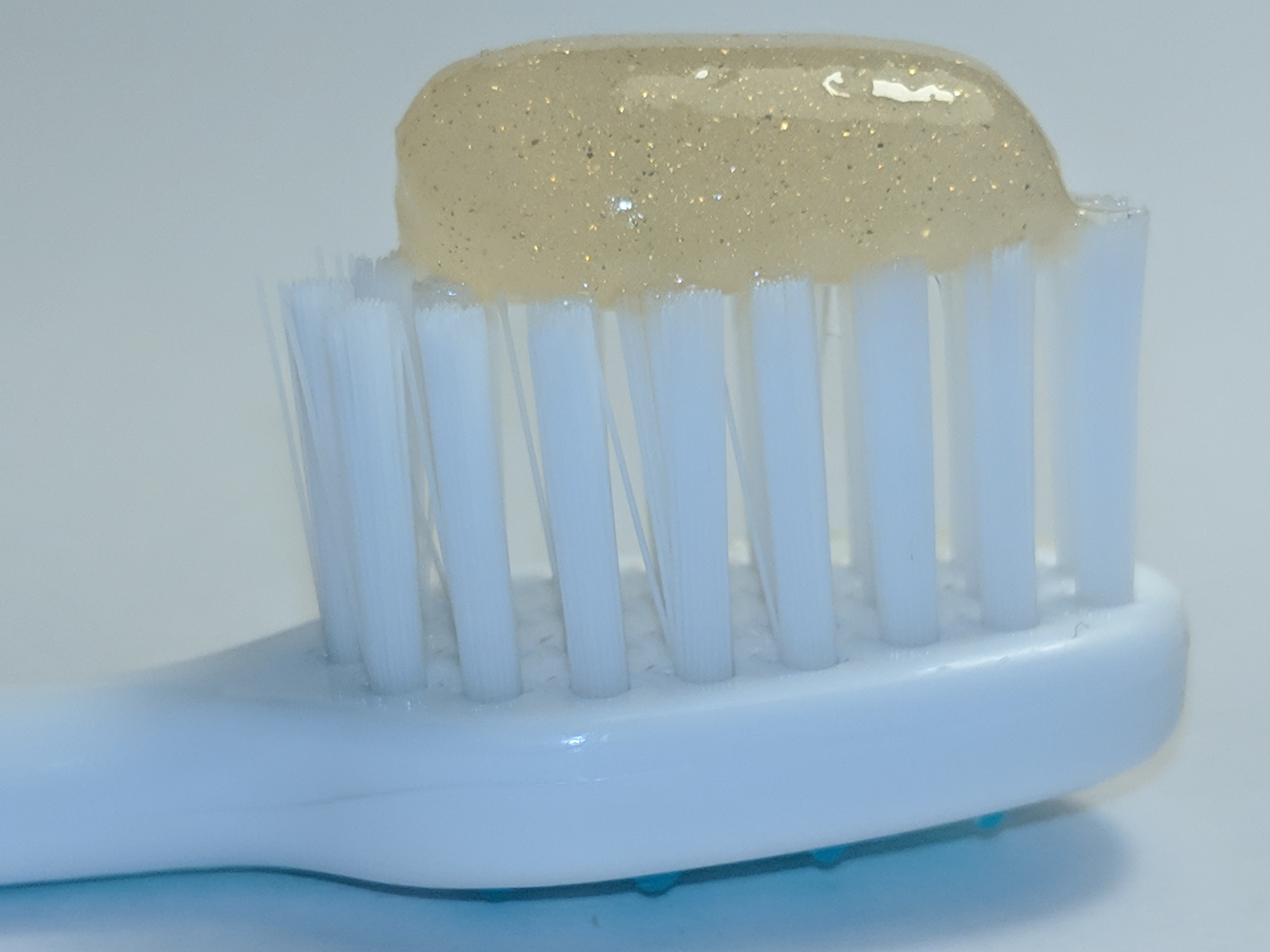
Goldhaltige Zahncreme
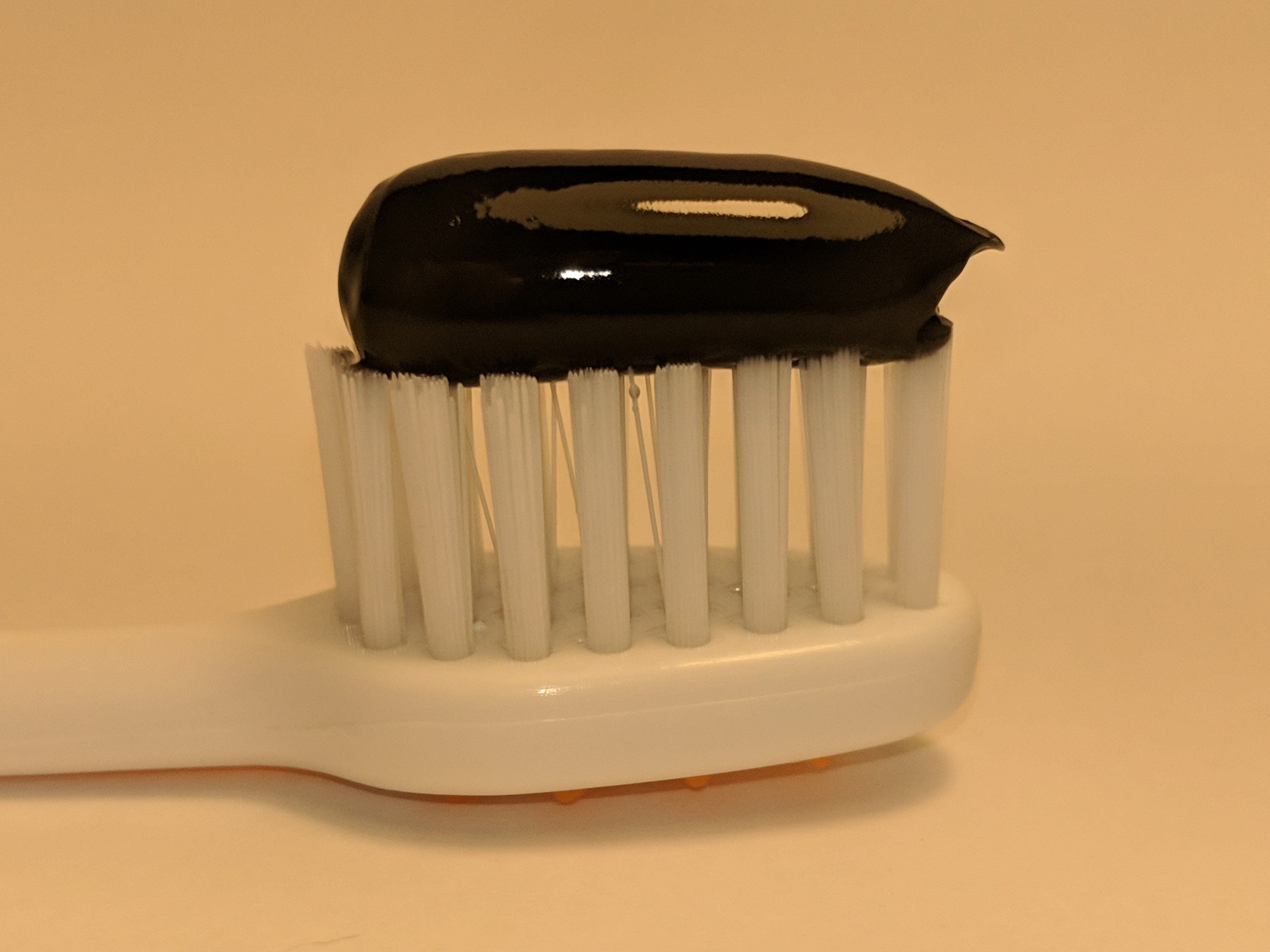
Zahncreme mit Aktivkohle

## Zahnpasta in den Medien
In der „Zahnpastaaffäre“ behauptete der deutsche Leichtathlet Dieter Baumann, nach einer positiven Dopingkontrolle im Oktober 1999, das Dopingmittel unwissentlich über Zahnpasta aufgenommen zu haben. Der Fall wurde in den Medien aufmerksam verfolgt.